# UCI Asia Tour de 2009-2010
O UCI Asia Tour 2009-2010 foi a sexta edição do calendário ciclístico internacional asiático. Contou com 35 carreiras e iniciou-se a 5 de outubro de 2009 no Irão, com o Tour de Milad du Nour e finalizou a 20 de setembro de 2010 no Japão com o Tour de Hokkaido.
O ganhador a nível individual foi o iraniano Mehdi Sohrabi. Foi seguido por Hossein Askari e Ghader Mizbani, os três da equipa iraniana Tabriz Petrochemical, esquadra que também se fez com a classificação por equipas. Por países foi Irão o vencedor, o mesmo que em sub-23.

## Calendário
Contou com as seguintes carreiras, tanto por etapas como de um dia.

### Outubro 2009
| Data     | Carreira              | Cat. | Ganhador             | Equipa do ganhador   |
| -------- | --------------------- | ---- | -------------------- | -------------------- |
| 5 ao 9   | Tour de Milad du Nour | 2.2  | Mehdi Sohrabi        | Tabriz Petrochemical |
| 15 ao 20 | Tour do Azerbaijão    | 2.2  | Ahad Kazemi          | Tabriz Petrochemical |
| 25       | Japan Cup             | 1.hc | Chris Anker Sorensen | Saxo Bank            |

### Novembro 2009
| Data     | Carreira                         | Cat. | Ganhador          | Equipa do ganhador   |
| -------- | -------------------------------- | ---- | ----------------- | -------------------- |
| 7 e 8    | Tour de Okinawa                  | 2.2  | Kenji Itami       | Bridgestone Anchor   |
| 8        | Tour de Seul                     | 1.2  | Ho Sung Cho       | Seoul                |
| 11 ao 19 | Tour de Hainan                   | 2.hc | Francisco Ventoso | Carmiooro-A-Style    |
| 15       | Kumamoto International Road Race | 1.2  | Yasuharu Nakajima |                      |
| 22 ao 2  | Tour da Indonésia                | 2.2  | Mehdi Sohrabi     | Tabriz Petrochemical |

### Janeiro 2010
| Data | Carreira           | Cat. | Ganhador           | Equipa do ganhador |
| ---- | ------------------ | ---- | ------------------ | ------------------ |
| 22   | Vice President Cup | 1.2  | Mouhssine Lahsaini |                    |
| 23   | Emirates Cup       | 1.2  | Malcolm Lange      | Medscheme          |

### Fevereiro 2010
| Data     | Carreira         | Cat. | Ganhador           | Equipa do ganhador   |
| -------- | ---------------- | ---- | ------------------ | -------------------- |
| 6 ao 10  | Kerman Tour      | 2.2  | Abbas Saeidi Tanha | Azad University Iran |
| 7 ao 12  | Tour de Catar    | 2.1  | Wouter Mol         | Vacansoleil          |
| 14 ao 19 | Tour de Omã      | 2.1  | Fabian Cancellara  | Saxo Bank            |
| 21       | Mumbai Cyclothon | 1.2  | Juan José Haedo    | Saxo Bank            |

### Março 2010
| Data     | Carreira         | Cat. | Ganhador     | Equipa do ganhador |
| -------- | ---------------- | ---- | ------------ | ------------------ |
| 1 ao 7   | Tour de Langkawi | 2.hc | José Rujano  | ISD-Neri           |
| 14 ao 20 | Tour de Taiwan   | 2.2  | David McCann | Giant Asia         |

### Abril 2010
| Data     | Carreira                           | Cat. | Ganhador         | Equipa do ganhador             |
| -------- | ---------------------------------- | ---- | ---------------- | ------------------------------ |
| 1 ao 6   | Tour da Tailândia                  | 2.2  | Kiel Reijnen     | Jelly Belly presented by Kenda |
| 10       | Campeonato Asiático Contrarrelógio | CC   | Andrey Mizourov  | Cazaquistão                    |
| 12       | Campeonato Asiático em Estrada     | CC   | Mehdi Sohrabi    | Irão                           |
| 17 ao 20 | Tour das Filipinas                 | 2.2  | David McCann     | Giant Asia                     |
| 22 ao 2  | Tour de Coreia                     | 2.2  | Michael Friedman | Jelly Belly presented by Kenda |
| 24 e 25  | Melaka Governor's Cup              | 2.2  | David McCann     | Giant Asia                     |
| 27 ao 1  | Jelajah Malaysia                   | 2.2  | David McCann     | Giant Asia                     |

### Maio 2010
| Data     | Carreira                      | Cat. | Ganhador          | Equipa do ganhador   |
| -------- | ----------------------------- | ---- | ----------------- | -------------------- |
| 3 ao 8   | Tour do Azerbaijão            | 2.2  | Ghader Mizbani    | Tabriz Petrochemical |
| 11 ao 15 | International Presidency Tour | 2.2  | Hossein Askari    | Tabriz Petrochemical |
| 16 ao 23 | Volta ao Japão                | 2.2  | Cristiano Salerno | De Rosa-Stac Plastic |
| 27 ao 30 | Tour de Kumano                | 2.2  | Andrey Mizourov   | Cazaquistão          |

### Junho 2010
| Data     | Carreira              | Cat. | Ganhador         | Equipa do ganhador   |
| -------- | --------------------- | ---- | ---------------- | -------------------- |
| 1 ao 6   | Tour de Singkarak     | 2.2  | Ghader Mizbani   | Tabriz Petrochemical |
| 13       | Tour de Jakarta       | 1.2  | Matnur Matnur    | Polygon Sweet Nice   |
| 18 ao 20 | Tour de Java Oriental | 2.2  | Hossein Alizadeh | Tabriz Petrochemical |

### Julho 2010
| Data     | Carreira              | Cat. | Ganhador        | Equipa do ganhador   |
| -------- | --------------------- | ---- | --------------- | -------------------- |
| 7 ao 11  | Tour de Milad du Nour | 2.2  | Ramin Mehrabani |                      |
| 17 ao 25 | Volta ao Lago Qinghai | 2.hc | Hossein Askari  | Tabriz Petrochemical |

### Agosto 2010
| Data | Carreira      | Cat. | Ganhador    | Equipa do ganhador |
| ---- | ------------- | ---- | ----------- | ------------------ |
| 29   | Tour de Delhi | 1.2  | Arran Brown | Medscheme          |

### Setembro 2010
| Data     | Carreira         | Cat. | Ganhador         | Equipa do ganhador   |
| -------- | ---------------- | ---- | ---------------- | -------------------- |
| 10 ao 20 | Tour da China    | 2.2  | Dirk Müller      | Nutrixxion-Sparkasse |
| 16 ao 20 | Tour de Hokkaido | 2.2  | Miyataka Shimizu | Bridgestone Anchor   |

## Classificações

### Individual
| Posição | Ciclista          | Pontos |
| ------- | ----------------- | ------ |
| 1       | Mehdi Sohrabi     | 466,66 |
| 2       | Hossein Askari    | 438,33 |
| 3       | Ghader Mizbani    | 313,33 |
| 4       | David McCann      | 298,66 |
| 5       | Boris Shpilevsky  | 246    |
| 6       | Amir Zargari      | 224,33 |
| 7       | Takashi Miyazawa  | 209    |
| 8       | Francisco Ventoso | 195    |
| 9       | Andrey Mizourov   | 191,66 |
| 10      | Radoslav Rogina   | 146    |

### Equipas
| Posição | Equipa                         | Pontos  |
| ------- | ------------------------------ | ------- |
| 1       | Tabriz Petrochemical           | 1.983,3 |
| 2       | Azad University Iran           | 651,98  |
| 3       | Giant Asia                     | 507,97  |
| 4       | Nippo                          | 357     |
| 5       | Jelly Belly presented by Kenda | 218     |

### Países
| Posição | País          | Pontos   |
| ------- | ------------- | -------- |
| 1       | Irão          | 2.017,96 |
| 2       | Japão         | 995      |
| 3       | Cazaquistão   | 667,36   |
| 4       | Coreia do Sul | 332      |
| 5       | Hong Kong     | 231      |

### Países sub-23
| Posição | País        | Pontos |
| ------- | ----------- | ------ |
| 1       | Irão        | 259,64 |
| 2       | Cazaquistão | 210,66 |
| 3       | Hong Kong   | 108    |
| 4       | Japão       | 91,98  |
| 5       | Mongólia    | 64     |